# Pile Weston
Pour les articles homonymes, voir Weston.

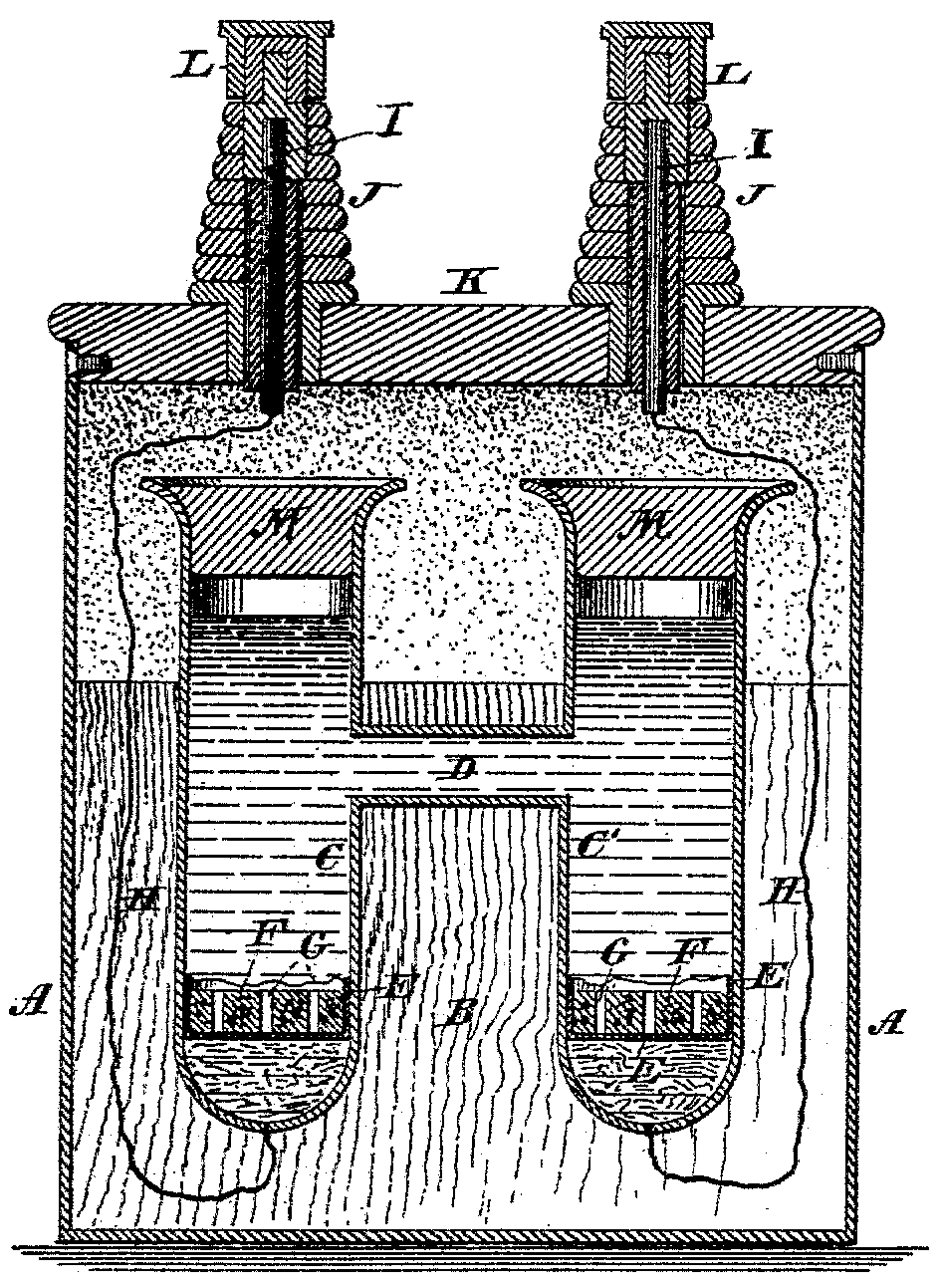
Dessin d'après le brevet US 494827 d'Edward Weston représentant la pile standard.

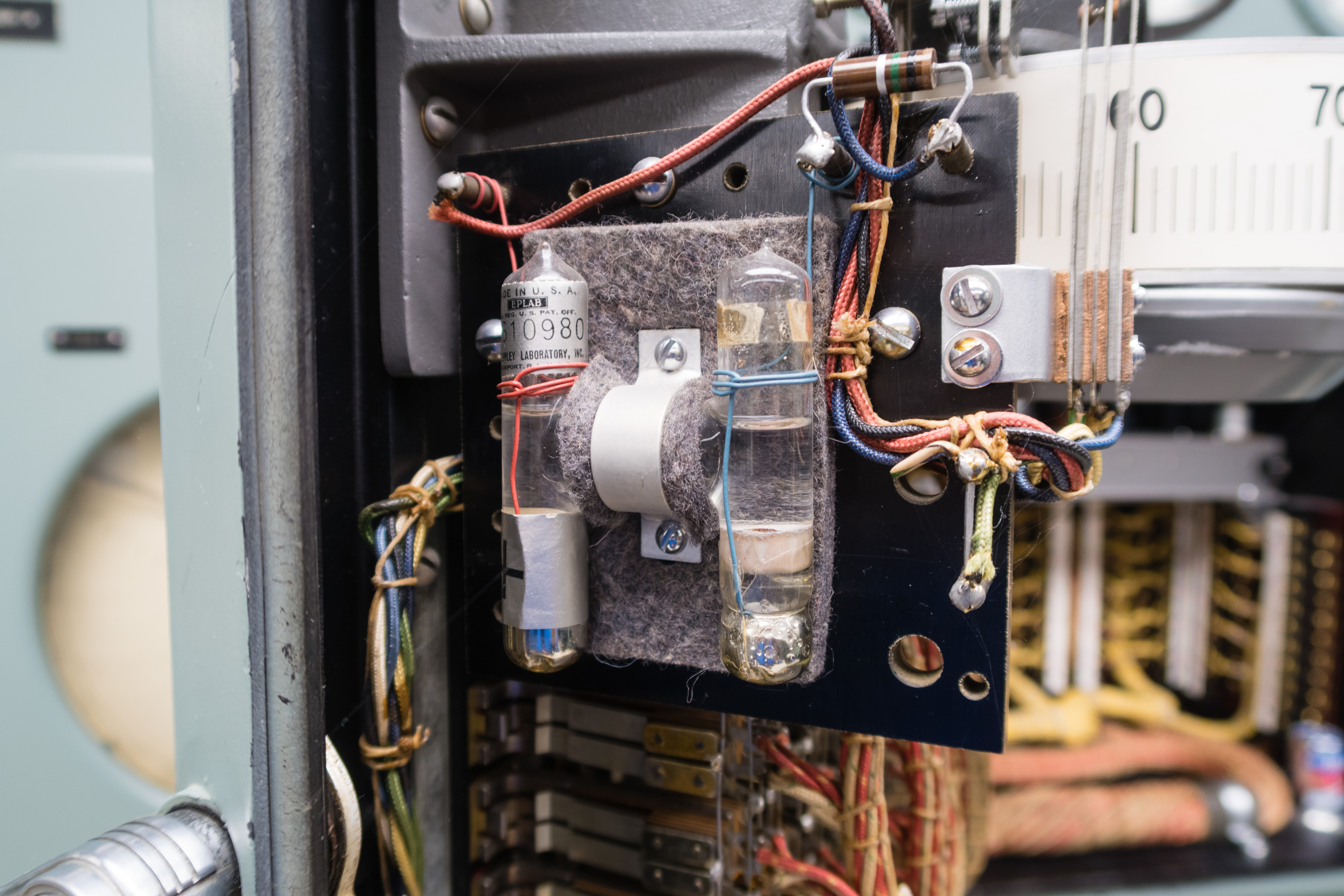
Pile Weston

La Pile Weston, également appelée Pile de Weston, Pile étalon Weston ou Pile étalon de Weston, est un élément de pile dont la force électromotrice est très précise (d'où l'emploi du mot "étalon"), mais dont la valeur varie en fonction de la température.
La pile tire son nom de l'électrochimiste anglais Edward Weston (1850-1936). L'élément de pile dont l'électrolyte est une solution saturée de sulfate de cadmium est utilisé comme étalon de force électromotrice : celle-ci à 20 °C à vide et pour une pile saturée est voisine de 1,018 64 volt. La reproductibilité de cette valeur dépend de la pureté des composants de la pile. La valeur est calculée à partir d'une formule empirique.